# دانشکده علوم دانشگاه ایالتی اورگن
دانشکده علوم دانشگاه ایالتی اورگن (به انگلیسی: Oregon State University College of Science) از مجموعه‌ای شامل هفت دانشکدهٔ کوچک‌تر شکل گرفته است. این گروه به‌طور مستقیم ۹ رشته در مقطع کارشناسی، ۸ رشته در مقطع کارشناسی ارشد و ۷ رشته در مقطع دکترا ارائه می‌کنند.
دانشکدهٔ علوم علاوه بر ارائه دروسی که مستقیماً برای رشته‌های درون دانشکده‌ای طراحی شده‌اند، محلی برای آموزش مجموعهٔ بزرگی از دروس بین‌رشته‌ای برای سایر دانشکده‌ها است.
این دانشکده در سال ۱۹۳۲ میلادی در جریان تغییرات اساسی در ساختار کلی دانشگاه ایالتی اورگن، با نام مدرسه دانش تأسیس شد.
سرانجام در سال ۱۹۷۴ نام این مجموعه به دانشکدهٔ علوم تغییر یافت.
در حال حاضر روی هاگرتی ریاست این مجموعه را بر عهده دارد.

## دانشکده‌ها
- زیست‌شیمی و زیست‌فیزیک
- زیست‌شناسی
- شیمی
- ریاضیات
- میکروبیولوژی
- فیزیک
- آمار

## رشته‌های مقطع کارشناسی
- زیست‌شیمی و زیست‌فیزیک
- زیست‌شیمی و زیست‌شناسی مولکولی
  - زیست‌شناسی مولکولی پیشرفته
  - زیست‌شناسی مولکولی کامپیوتری
  - زیست‌شناسی مولکولی و زیست‌شیمی/پیش‌نیاز پزشکی
- علوم سلامت‌زیستی
  - پیش‌نیاز علوم آزمایشگاه بیمارستان
  - پیش‌نیاز دندان‌پزشکی
  - پیش‌نیاز پزشکی و طب
  - پیش‌نیاز بینایی‌سنجی
  - بیش‌نیاز داروسازی
  - پیش‌نیاز فیزیوتراپی
  - پیش‌نیاز مشاور سلامتی عمومی
- زیست‌شناسی
  - بوم‌شناسی
  - ژنتیک (ژن‌شناسی)
  - فیزیولوژی و زیست‌شناسی
  - پیش‌نیاز دندان‌پزشکی/زیست‌شناسی
  - پیش‌نیاز آموزش
  - پیش‌نیاز داروسازی/زیست‌شناسی
  - پیش‌نیاز دامپزشکی
- شیمی
  - زیست‌شیمی پیشرفته
  - شیمی پیشرفته
  - زیست‌شیمی
  - آموزش شیمی
  - مهندسی شیمی
  - شیمی محیطی
  - علوم قانونی
  - علم مواد
  - پیش‌نیاز داروسازی
- ریاضیات
  - ریاضیات کاربردی و کامپیوتری
  - ریاضیات زیست‌شناسی
  - آمار
- میکروب‌شناسی
  - میکروب‌شناسی آبزیان
  - پیش‌نیاز داروسازی/میکروب‌شناسی
- فیزیک
  - فیزیک کاربردی
  - فیزیک زیست‌شناسی
  - فیزیک شیمی
  - فیزیک کامپیوتری
  - ژئوفیزیک
  - فیزیک ریاضیاتی
  - فیزیک اپتیک
  - آموزش فیزیک
  - فیزیک
- جانورشناسی

### رشته‌های فرعی
- علوم آماری
- زیست‌شناسی
- شیمی
- زیست‌شناسی آبزیان و بوم‌شناسی
- ریاضیات
- میکروب‌شناسی
- فیزیک
- آمار

## فهرست رؤسا
1. ارل ال. پاکارد (۱۹۳۲–۱۹۳۸)
2. فرانسوا ای. گیلفیلان (۱۹۳۸–۱۹۶۲)
3. ورنان چلدلین (۱۹۶۲–۱۹۶۵)
4. جان وارد (۱۹۶۶–۱۹۷۰)
5. رابرت دابلیو. کراوس (۱۹۷۳–۱۹۸۰)
6. توماس سوگیارا (۱۹۸۱–۱۹۸۶)
7. فردریک ام. هورن (۱۹۸۶–۱۹۹۹)
8. شرمان اچ. بلومر (۱۹۹۹–۲۰۱۳)
9. سستری پانتولا (۲۰۱۳–۲۰۱۶)
10. روی هاگرتی (۲۰۱۷–)[۵]